# ФК «Спарта» (Прага) в сезоні 1925—1926
Сезон ФК «Спарта» (Прага) 1925—1926 — сезон чехословацького футбольного клубу «Спарта». У чемпіонаті Чехословаччини команда посіла перше місце. У Середньочеському кубку також здобула перемогу.

## Склад команди
| № | Поз. | Нац.           | Гравець             |
| - | ---- | -------------- | ------------------- |
|   | ВР   | Чехословаччина | Франтішек Гохманн   |
|   | ВР   | Чехословаччина | Антонін Каліба      |
|   | ЗХ   | Чехословаччина | Антонін Гоєр        |
|   | ЗХ   | Чехословаччина | Антонін Пернер      |
|   | ЗХ   | Чехословаччина | Карел Стейнер       |
|   | ЗХ   | Чехословаччина | Ян Шима-Шана        |
|   | ПЗ   | Чехословаччина | Франтішек Коленатий |
|   | ПЗ   | Чехословаччина | Карел Пешек-Кадя    |
|   | ПЗ   | Чехословаччина | Ярослав Червений    |
|   | ПЗ   | Чехословаччина | Антонін Царван      |
|   | ПЗ   | Чехословаччина | Вацлав Міка         |
|   | ПЗ   | Чехословаччина | Йозеф Тихий         |
|   | ПЗ   | Чехословаччина | Антонін Мудрий      |

| № | Поз. | Нац.           | Гравець          |
| - | ---- | -------------- | ---------------- |
|   | НП   | Чехословаччина | Ян Дворжачек     |
|   | НП   | Чехословаччина | Ярослав Полачек  |
|   | НП   | Чехословаччина | Фердинанд Гайний |
|   | НП   | Чехословаччина | Отто Шимонек     |
|   | НП   | Чехословаччина | Альфред Шаффер   |
|   | НП   | Чехословаччина | Йозеф Седлачек   |
|   | НП   | Австрія        | Йозеф Горейс     |
|   | НП   | Чехословаччина | Йозеф Шима       |
|   | НП   | Чехословаччина | Йозеф Мислик     |
|   | НП   | Чехословаччина | Франтішек Грубий |
|   | НП   | Чехословаччина | Вацлав Станек    |
|   | НП   | Чехословаччина | Йозеф Малоун     |
|   | НП   | Чехословаччина | Отто Флейшманн   |

## Чемпіонат Чехословаччини

### Матчі
- 1 тур. 23.8.1925. Спарта — ЧАФК Виногради — 2:0
- 2 тур. 29.8.1925. Нусельський СК — Спарта — 0:3
- 4 тур. 5.9.1925. Чехія Прага VIII — Спарта — 2:8
- 5 тур. 26.9.1925. Спарта — Вікторія Жижков — 3:0
- 6 тур. 1.11.1925. Чехія Карлін — Спарта — 3:3
- 7 тур. 13.9.1925. Спарта — Кладно — 6:2
- 8 тур. 21.11.1925. Славой Жижков — Спарта — 0:8
- 9 тур. 29.11.1925. Спарта — Вршовіце — 2:1
- 10 тур. 6.12.1925. Спарта — Метеор VIII — 7:1
- 11 тур. 7.2.1926. Лібень — Спарта — 1:10
- 12 тур. 28.2.1926. ЧАФК Виногради — Спарта — 1:6
- 13 тур. 3.3.1926. Спарта — Нусельський СК — 2:2
- 15 тур. 4.4.1926. Спарта — Чехія Прага VIII — 4:0
- 16 тур. 18.4.1926. Вікторія Жижков — Спарта — 1:5
- 17 тур. 25.4.1926. Спарта — Чехія Карлін — 3:1
- 18 тур. 8.5.1926. Кладно — Спарта — 1:5
- 19 тур. 11.4.1926. Спарта — Славой Жижков — 6:0
- 20 тур. 12.6.1926. Вршовіце — Спарта — 2:3
- 21 тур. 8.8.1926. Метеор Парага VIII — Спарта — 1:1
- 22 тур. 11.7.1926. Спарта — Лібень — 6:0

| 3 тур 21.02.1926 | Спарта (Прага)          | 3:2 (1:1)  | Славія (Прага) | Прага                         |  |
| | Дворжачек А.Гоєр Й.Шима | (протокол) | Ф.Гоєр         | Глядачі: 25 000 Суддя: Матура |  |
| «Спарта»: Гохманн — А.Гоєр, Пернер — Коленатий, Пешек, Червений — Седлачек, Й.Шима, Дворжачек, Гайний, Грубий «Славія»: Планічка — Ф.Гоєр, Куммерманн — Плодр, Плетиха, Водічка — Добіаш, Штапл, Шолтис, Чапек, Кратохвіл |                         |            |                |                               |  |

| 14 тур 21.03.1926 | Славія (Прага)            | 3:1 (1:1)  | Спарта (Прага) | Прага                          |  |
| | Шолтис 13' 88' Добіаш 48' | (протокол) | 33' Гайний     | Глядачі: 18 500 Суддя: Кеттнер |  |
| «Спарта»: Гохманн — А.Гоєр, Пернер — Коленатий, Пешек, Червений — Седлачек, Й.Шима, Дворжачек, Гайний, Горейс «Славія»: Планічка — Ф.Гоєр, Куммерманн — Плодр, Плетиха, Водічка — Добіаш, Шолтис, Сильний, Пуч, Шимонек |                           |            |                |                                |  |

### Підсумкова таблиця
|    | Команди              | І  | В  | Н | П  | МЗ  | МП  | О  |
| -- | -------------------- | -- | -- | - | -- | --- | --- | -- |
| 1  | Спарта (Прага)       | 22 | 18 | 3 | 1  | 97  | 24  | 39 |
| 2  | Славія (Прага)       | 22 | 18 | 2 | 2  | 112 | 25  | 38 |
| 3  | Вікторія (Жижков)    | 22 | 16 | 3 | 3  | 91  | 31  | 35 |
| 4  | Нусельский (Прага)   | 22 | 12 | 3 | 7  | 61  | 49  | 27 |
| 5  | Краловські Виногради | 22 | 11 | 3 | 8  | 52  | 52  | 25 |
| 6  | Богеміанс (Прага)    | 22 | 9  | 5 | 8  | 57  | 42  | 23 |
| 7  | Метеор-VIII (Прага)  | 22 | 10 | 2 | 10 | 65  | 76  | 22 |
| 8  | Кладно               | 22 | 9  | 2 | 11 | 63  | 67  | 20 |
| 9  | Чехія Карлін (Прага) | 22 | 6  | 2 | 14 | 58  | 78  | 14 |
| 10 | Лібень (Прага)       | 22 | 5  | 2 | 15 | 40  | 92  | 12 |
| 11 | Славой (Жижков)      | 22 | 2  | 1 | 19 | 28  | 89  | 5  |
| 12 | Чехія Прага VIII     | 22 | 1  | 2 | 19 | 23  | 122 | 4  |

### Статистика виступів
| Основний склад | Кількість проведених матчів |
| --- | --------------------------- |
| Гохманн Гоєр Пернер Коленатий Пешек Червений Гайний Полачек Седлачек Горейс Дворжачек |                             |
| Франтішек Гохманн (18) |                             |
| Антонін Гоєр (17.8) |                             |
| Антонін Пернер (18.2) |                             |
| Франтішек Коленатий (17) |                             |
| Карел Пешек-Кадя (16) |                             |
| Ярослав Червений (20.3) |                             |
| Йозеф Седлачек (13.6) |                             |
| Фердинанд Гайний (16.9) |                             |
| Ян Дворжачек (18.32) |                             |
| Ярослав Полачек (14.13) |                             |
| Йозеф Горейс (13.3) |                             |
| Інші гравці: ВР Антонін Каліба (4); ЗХ Карел Стейнер (12), Ян Шима-Шана (2); ПЗ Антонін Царван (1), Вацлав Міка (1), Антонін Мудрий (1), Йозеф Тихий (1); НП Йозеф Шима (8.9) Йозеф Мислик (8.7), Франтішек Грубий (8), Альфред Шаффер (7.3), Отто Шимонек (5), Вацлав Станек (2.2), Йозеф Малоун (1), Отто Флейшманн (1); тренер: Вацлав Шпіндлер |                             |

### Догравання весняного чемпіонату
Весняний чемпіонат проходив з березня по червень 1925 року, але матч «Вршовіце» — «Спарта» був перенесений і відбувся лише в листопаді. Чемпіон не був оголошений до завершення цього матчу, адже формально «Спарта» могла обійти «Славію», якби перемогла з двозначним рахунком.
| 8.11.1925 | Вршовіце (Прага)         | 2:3 (1:2) | Спарта (Прага)            |  |  |
|           | Кніжек 17' Галлінгер 72' |           | 8' 67' Дворжачек 10' Гоєр |  |  |

## Середньочеський кубок
| 1/2 фіналу 4.10.1925 | Славія (Прага) | 2:4  | Спарта (Прага)        | Прага                                   |  |
| | Пуч            | звіт | Полачек Шаффер Пернер | Глядачі: 25 000 Суддя: Франтішек Цейнар |  |
| Славія: Штаплік — Куммерманн, Сейферт — Кучарж, Плетиха, Гліняк — Штапл, Шолтис, Чапек, Пуч, Крахохвіл Спарта: Гохманн, Гоєр, Пернер, Коленатий, Пешек-Кадя, Червений, Горейс, Полачек, Шаффер, Дворжачек, Шимонек |                |      |                       |                                         |  |

| Фінал 26.10.1925 | Спарта (Прага)                                                     | 7:0  | ЧАФК «Краловські Виногради» | Прага |  |
| | 8' 29' Полачек 32' 79' 8?' Дворжачек 59' Горейс 67' (пен.) Стейнер | звіт |                             |       |  |
| Спарта: Гохманн, Стейнер, Пернер, Гайний, Пешек-Кадя, Червений, Горейс, Полачек, Шаффер, Дворжачек, Шимонек ЧАФК: Пржихода — Пехар, Губка — Носек, Кашпар І, Чипера — Швейнога, Кашпар ІІ, Пілат, Шпічак, Ружичка |                                                                    |      |                             |       |  |

## Товариські матчі
| ТМ 15.08.1925 | Ферст Вієнна                             | 3:6 (2:2) | Спарта (Прага)                                         | Відень                                                |  |
| | Уріділь 26' Булла 33' Зойферт 48' (пен.) | звіт      | 17' 72' 74' 86' Дворжачек 25' Червений 82' (пен.) Гоєр | Стадіон: Герц-Плац Глядачі: 15 000 Суддя: Ойген Браун |  |
| Вієнна: Острічек, Блум, Райнер, Людвіг, Гофманн, Зойверт, Фішер, Булла, Гщвайдль, Уріділь, Кужель Спарта: Гохманн, А.Гоєр, Шана, Коленатий, Пешек, Червений, Горейс, Шима, Шаффер, Дворжачек, Шимонек |                                          |           |                                                        |                                                       |  |

| ТМ 8.09.1925 | Спарта (Прага)           | 2:2 (2:1) | Зіммерингер                  | Прага                                                      |  |
| | Дворжачек 32' Горейс 42' | звіт      | 36' 89' Цільбауер 77' Хорват | Стадіон: Летна Глядачі: 4 000 Суддя: Румі (Чехословаччина) |  |
| Спарта: Гохманн, А.Гоєр, Стейнер, Червений, Міка, Пернер, Шимонек, Станек, Шаффер, Дворжачек (Гайний), Горейс Зіммерингер: Айгнер, Іра, Мусіл, Ерліх, Курц, Думзер, Урбан, Сеста, Хорват, Цільбауер, Фіртль |                          |           |                              |                                                            |  |

| ТМ 20.09.1925 | Спарта (Прага)                                               | 6:2 (4:1)  | Ваккер (Відень)           | Прага                                      |  |
| | Горейс ?' (пен.) ?' Шаффер 10' Полачек 28' 64' Дворжачек 72' | (протокол) | Сіклоші 20' Махгерндль ?' | Стадіон: Летна Глядачі: 3 000 Суддя: Задак |  |
| Спарта: Гохманн, Гоєр, Пернер, Коленатий, Пешек, Гайний, Горейс, Полачек, Полачек, Дворжачек, Шимонек Ваккер: Мареш, Кольндорфер, Ф.Єлінек, Брінек, Раппан, Пеллет, Цольпрістер, Махгерндль, Бейбл, А.Сіклоші, Буреш |                                                              |            |                           |                                            |  |

| ТМ 28.09.1925 | Спарта (Прага)                                                | 7:2        | Аматоре (Відень)                      | Прага                                     |  |
| | Шимонек 8' Полачек 27' 46' 89' Гоєр 56' (пен.) Балдін 74' 84' | (протокол) | Візер 40' Гірлендер 50' Блізенець 55' | Стадіон: Летна Глядачі: 8000 Суддя: Парпл |  |
| Спарта: Копріва, Гоєр, Стейнер, Коленатий, Пернер, Червений, Горейс, Полачек, Дворжачек, Болдин, Шимонек Аматоре: Лорман, Блізенець, Тандлер, Прогазка, Райтерер, Бриза, Морокутті, Науш, Гірлендер, Візер, Роглічек |                                                               |            |                                       |                                           |  |

| ТМ 18.10.1925 | Спарта (Прага)    | 2:2 (1:2)  | Славія (Прага) | Прага                       |  |
|               | Шимонек Дворжачек | (протокол) | Шолтис         | Глядачі: 6 500 Суддя: Кріст |  |

| ТМ 20.12.1925 | Спортінг (Лісабон) | 0:3  | Спарта (Прага) | Лісабон                                            |  |
| |                    | звіт | ?              | Стадіон: Естаншія де Мадейра Суддя: Ілідіу Ногейра |  |
| Спортінг: Чіпріану, Жоакім, Жорже Вієйра, Жоан Фрасишку, Феліпе, Мартінью, Торреш Перейра, Жайме, Серра, Еміліу, Мартінш Спарта: Гохман, Пернер, Стейнер, Коленатий, Пешек, Червений, Горейс, Полачек, Шаффер, Дворжачек, Єлінек |                    |      |                |                                                    |  |

| ТМ 25.12.1925 | Атлетік (Більбао) | 0:0  | Спарта (Прага) | Більбао                                          |  |
| |                   | звіт |                | Стадіон: Сан-Мамес Суддя: Пабло де Сарачо Гоїтіа |  |
| Атлетік: М.Відаль, Ал.Кареага, Легаррета, Єрро, Начо, Артеага, Кантолла, Ф.Егуя, Г.Кармело, Контрерас, Чіррі Спарта: Гохманн, А.Гоєр, Стейнер, Коленатий, Пешек, Царван, Й.Новак, Полачек, Шаффер, Дворжачек, Єлінек |                   |      |                |                                                  |  |

| ТМ 27.12.1925 | Атлетік (Більбао) | 1:2  | Спарта (Прага) | Більбао                           |  |
| |                   | звіт |                | Стадіон: Сан-Мамес Суддя: Гавірія |  |
| Атлетік: М.Відаль, Ал.Кареага, Артеага, Легаррета, Єрро, Ларраса, Кантолла, Ласа, Контрерас, Арета, Чіррі Спарта: Гохманн, А.Гоєр, Пернер, Коленатий, Царван, Червений, Горейс, Й.Новак, Дворжачек, Груюий, Єлінек |                   |      |                |                                   |  |

| ТМ 1.1.1926 | Барселона             | 2:2  | Спарта (Прага) | Барселона                           |  |
| | Алькантара Сажи-Барба | звіт | ?              | Стадіон: «Лос Кортс» Суддя: Льовера |  |
| Барселона: Платтко, Планас, Вальтер, Торральба, Санчо, Карулья, Гоїрі, Арнау, Мустерос, Алькантара, Сажі-Барба Спарта: Гохманн, А.Гоєр, Пернер, Коленатий, Пешек-Кадя, Червений, Горейс, Шаффер, Полачек, Дворжачек, Грубий |                       |      |                |                                     |  |

| ТМ ?.1.1926 | Реал Сарагоса | 1:6 | Спарта (Прага) | Сарагоса |  |
|             |               |     |                |          |  |
|             |               |     |                |          |  |

| ТМ 6.1.1926 | Барселона | 2:7  | Спарта (Прага) | Барселона                           |  |
| | Мустерос  | звіт | ?              | Стадіон: «Лос Кортс» Суддя: Льовера |  |
| Барселона: Бругера, Планас, Вальтер, Торральба, Санчо, Карулья, Віньяльс, Боррель, Мустерос, Алькантара, Сажі-Барба Спарта: Гохманн, А.Гоєр, Пернер, Коленатий, Царван, Червений, Й.Новак (Полачек), Шима, Дворжачек, Гайний, Єлінек |           |      |                |                                     |  |

| ТМ 7.03.1926 | Спарта (Прага)                       | 4:0 (2:0)  | Слован (Відень) | Прага                                         |  |
| | Дворжачек 6' 52' Горейс 22' Шима 76' | (протокол) |                 | Стадіон: Летна Глядачі: 6 000 Суддя: Тржешняк |  |
| Спарта: Гохманн, А.Гоєр, Пернер, Коленатий, Пешек, Сухий, Седлачек, Шима, Дворжачек, Гайний, Горейс (Полачек, 46) Слован: Глоушек, Грюнер, Рейнгарт, Машек (Черницький), Баар 36', Барбак (Пояр), Екль, Ганель, Ждарський, Штепан, Буреш |                                      |            |                 |                                               |  |

| ТМ 28.03.1926 | Вінер АК                 | 2:3 (1:1) | Спарта (Прага)                         | Відень                                                   |  |
| | Шлоссер 37' Кохессер 74' | звіт      | 32' Седлачек 65' Полачек 69' Дворжачек | Стадіон: Гоге Варте Глядачі: 25 000 Суддя: Юліус Цвіккер |  |
| ВАК: Фрідль, Бехер, Гайкенвельдер, Й.Шнайдер (Пушнер, 29), Білек, Браун, Кохессер, Гафтель, Дюршмід, Шлоссер, Губер Спарта: Каліба, Пернер, Стейнер, Коленатий, Пешек, Червений (Гайний, 37), Седлачек, Полачек, Муслик, Дворжачек, Горейс |                          |           |                                        |                                                          |  |

| ТМ 2.05.1926 | Спарта (Прага)                              | 5:0 (1:0) | Зіммерингер | Прага                                                        |  |
| | Полачек 1' 65' Дворжачек 57' 83' Мислік 85' | звіт      |             | Стадіон: Летна Глядачі: 3 000 Суддя: Квітек (Чехословаччина) |  |
| Спарта: ?, А.Гоєр, Коленатий, Пернер (Пешек, 60), Малоун (Седлачек, 46), Полачек, Дворжачек, Мислік... Зіммерингер: Карт, Мусіл, Думзер, Курц (Вінднер, 60), Хорват (Сеста, 46, 75'), Даніс (Урбан, 80)... - Гоєр не реалізував пенальті на 35-й хвилині |                                             |           |             |                                                              |  |

| ТМ 2.06.1926 | Ферст Вієнна               | 3:4 (3:2) | Спарта (Прага)                             | Відень                                                  |  |
| | Сіклоші 14' 22' 30' (пен.) | звіт      | 9' 41' Дворжачек 41' Гайний 47' (аг.) Блум | Стадіон: Гоге Варте Глядачі: 5 000 Суддя: Юліус Цвіккер |  |
| Вієнна: Мареш, Блум, Райнер, Каллер, Гофманн, Людвіг, Прібіла, Булла, Гщвайдль, Сіклоші (Зігль, 46), О.Фішер Спарта: Каліба, А.Гоєр, Пернер, Коленатий, Царван, Пешек, Горейс, Дворжачек, Муслик, Гайний, Малоун |                            |           |                                            |                                                         |  |

| ТМ 24.06.1926 | Спарта (Прага)      | 3:4 (1:3)  | Славія (Прага)               | Прага                         |  |
| | Малоун Царван пен.' | (протокол) | Сильний Свобода пен.' Ф.Гоєр | Глядачі: 25 000 Суддя: Матура |  |
| «Спарта»: Каліба — Пернер, Штайнер — Коленатий, Царван, Червений — Малоун, Гайний, Дворжачек, Балдін, горейс «Славія»: Планічка — Ф.Гоєр, Сейферт — Шинделарж, Плетиха, Водічка — Подразіл, Свобода, Сильний, Пуч, Шимонек |                     |            |                              |                               |  |

### Турніри
Літній турнір у Відні
- 15.08.1925, Слован (Відень) — Аматоре (Відень) — 1:4
- 15.08.1925, Вієнна — Спарта (Прага) — 3:6
- 16.08.1925, Слован (Відень) — Вієнна — 4:2
- 16.08.1925, Аматоре (Відень) — Спарта (Прага) — 0:0
- Результат: 1. Аматоре (3 очка), 2. Спарта (3 очка), 3. Слован (2 очка), 4. Вієнна (0 очок).

| Літній турнір 15.08.1925 | Ферст Вієнна                      | 3:6        | Спарта (Прага)                                         | Відень                                               |  |
| 17:30 | Уріділь 26' Булла 33' Сойферт 48' | (протокол) | 17' 72' 74' 86' Дворжачек 25' Червений 82' (пен.) Гоєр | Стадіон: Герц-Плац Глядачі: 15 000 Суддя: Ежен Браун |  |
| Острічек, Блум, Райнер, Людвіг, Гофманн, Сойферт, Фішер, Булла, Гшвайдль, Уріділь, Кужель Гохманн, А.Гоєр, Шана, Коленатий, Пешек, Червений, Горейс, Шима, Шаффер, Дворжачек, Шимонек |                                   |            |                                                        |                                                      |  |

| Літній турнір 16.08.1925 | Аматоре (Відень) | 0:0        | Спарта (Прага) | Відень                                                |  |
| 17:30 |                  | (протокол) | Гайний 64'     | Стадіон: Зіммеринг Глядачі: 20 000 Суддя: Ганс Вернер |  |
| Лорман, Блізенець, Тандлер, Прогазка, Райтерер (Науш, Райтерер), Бриза, Морокутті, Гірлендер, Конрад, Візер, Мильнарик Гохманн, А.Гоєр, Стейнер, Коленатий, Пешек, Червений, Горейс (Ректорис, 9), Гайний, Шаффер, Дворжачек, Шимонек |                  |            |                |                                                       |  |